# Иванко, Джеки
Джеки Иванко (англ. Jackie Evancho, полное имя Жаклин Мари Ивэнко, англ. Jacqueline Marie Evancho [iːˈvæŋkoʊ]; 9 апреля 2000, Питтсбург, США) — американская певица-сопрано, ставшая знаменитой после выступления на телепередаче America’s Got Talent. Иванко выступает в жанре классического кроссовера подобно Хэйли Вестенра и Саре Брайтман. Джеки берёт уроки вокала, играет на скрипке и фортепиано.

## Биография
Джеки родилась в Питтсбурге 9 апреля 2000 года. В семье Майкла и Лизы Иванко она второй ребёнок. Прабабушка и прадедушка Джеки по линии отца в 1910 году приехали в США из Закарпатья. У Джеки есть старшая сестра Джулиет (Juliet), младший брат Зак (Zach) и младшая сестра Рэйчел (Rachel).  
Джеки начала петь, когда ей было 8 лет, после просмотра музыкального фильма «Призрак оперы». Её мать, услышав как Джеки распевает песни из мюзикла, разрешила ей участвовать в местном конкурсе талантов. Джеки заняла в конкурсе второе место и завоевала приз зрительских симпатий. Со временем она принимала участие в других конкурсах талантов и попала на отбор в YouTube.
В августе 2010 года Джеки Иванко прошла отбор на YouTube и выступила в телешоу America’s Got Talent (российский аналог — «Минута славы»). На первом прослушивании она спела арию «O mio babbino caro», её выступление произвело настоящий фурор. В итоге Джеки прошла в список «Top 10», затем «Top 4» и, наконец, вышла в финал, в котором заняла второе место, уступив Майклу Гримму.
20 июня 2012 года на Дворцовой площади в Санкт-Петербурге она выступила вместе с Дмитрием Хворостовским и Суми Йо в сопровождении симфонического оркестра под управлением Сары Хикс.
20 января 2017 года исполнила национальный гимн на церемонии инаугурации 45-го президента США Дональда Трампа.

## Дискография

### Prelude to a Dream(2009)
1 ноября 2009 года Иванко выпустила свой дебютный альбом Prelude to a Dream, в который вошли хиты в стиле классического кроссовера «Con Te Partiro» Франческо Сартори и «Memory» из мюзикла Кошки. Альбом дебютировал на второй строчке в хит-параде альбомов классической музыки по версии Billboard.

### O Holy Night(2010)

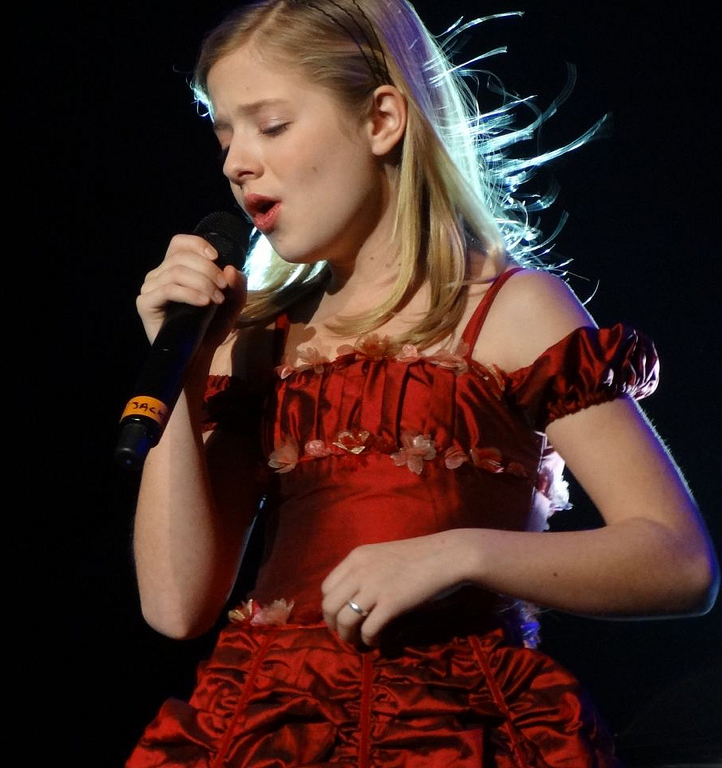
Jackie Evancho, 2011

16 ноября 2010 года в Columbia Records был выпущен второй сольный альбом Джеки Иванко O Holy Night.

### Dream With Me(2011)
24 июня 2011 года был выпущен третий сольный альбом Джеки Иванко.

### Heavenly Christmas(2011)
1 ноября 2011 года вышел четвёртый альбом певицы. Доступен эксклюзивно на wallmart.

### Songs from the Silver Screen(2012)
No. 7, Billboard 200

### Awakening(2014)
Релиз состоялся 23 сентября 2014 года.

### Someday at Christmas(2016)
Релиз состоялся 28 октября 2016 года.

### Two Hearts(2017)
Релиз состоялся 31 марта 2017 года.
The Debut (2019)
Релиз состоялся 12 апреля 2019 года.

## Фильмография
| Год  |   | Русское название             | Оригинальное название    | Роль                    |
| ---- | - | ---------------------------- | ------------------------ | ----------------------- |
| 2010 | ф | Слишком крута для тебя       | She’s Out of My League   | —                       |
| 2011 | с | Волшебники из Вэйверли Плэйс | Wizards of Waverly Place | в роли самой себя       |
| 2012 | ф | Голодные игры                | The Hunger Games         | девушка из дистрикта 12 |
| 2012 | ф | Грязные игры                 | The Company You Keep     | Изабель Грант           |